# شهرستان زرآباد
شهرستان زرآباد یکی از شهرستان‌های استان سیستان و بلوچستان ایران است. مرکز این شهرستان، شهر زرآباد است.
این شهرستان در تاریخ ۱۳ تیر ۱۴۰۰ از شهرستان کنارک جدا شد و مستقل گردید.

## موقعیت جغرافیایی
شهرستان زرآباد از شمال با شهرستان نیک‌شهر، از شرق با شهرستان کنارک، از غرب با شهرستان جاسک استان هرمزگان و از جنوب با دریای عمان همسایه است.

## پیشینه نام
دو دیدگاه در مورد نام زرآباد وجود دارد:

### دیدگاه اول
به دلیل نزدیکی به دریا و داشتن گمرک فعال (گمرک گالک یکی از قدیمی‌ترین گمرکات جنوب کشور) و از آن‌جایی که در زبان بلوچی به دریا زِر می‌گویند، به زرآباد شهرت پیدا کرد.

### دیدگاه دوم
به دلیل وجود زمین‌های حاصلخیز و از آن‌جایی که در زبان بلوچی به باغات و مزارع زریبه گفته می‌شود، به زرآباد شهرت پیدا کرده است.
لازم است ذکر شود که کشت و زرع من جمله موز، از دهه ۷۰ شمسی به‌صورت جدی آغاز شده است. درصورتی که سکونت از مدتها قبل وجود داشته است. مناطقی که اکنون باغات موز است، قبلاً کاملا جنگلی و شامل درختان عظیم کهور بومی و توج و کلیر بوده که اکنون فقط به‌صورت جسته گریخته یافت می‌شود. (البته گونه کهور وحشی خاردار آمریکایی و مهاجم (بَبُر) نیز اخیراً بسیار یافت می‌شود).
زرآباد قدیم نیز منطقه‌ای مسکونی در جنوب جهلو (جهلو یعنی همان زرآباد جدید فعلی) بوده که رسمیت یافتن آن از دوران پهلوی دوم صورت گرفته است.
اما اکنون، جهلو به‌عنوان مرکز زرآباد جدید رسمیت یافته است. نظر به جاده ورودی از سمت کنارک که از کوه است، پس از «پایین آمدن» از کوه‌ها، به این منطقه می‌رسیم. جهل(johl) به معنی پایین می‌باشد.

## آب و هوا
زرآباد به دلیل نزدیکی به دریای آزاد عمان دارای آب و هوا و دمایی ثابت است. هوای این نقطه از ایران در زمستان گرم و بهاری است در تابستان به دلیل وزش بادهای موسمی از سمت دریا «مونسون»، معتدل می‌باشد. داشتن چنین آب و هوایی سبب شده محصولات کشاورزی فراوانی نظیر موز، پاپایا (خربزه درختی)، گواوا (زیتون محلی)، کنار، چیکو پیوندی، .... در ان کشت و برداشت شود. البته درختان انبه فراوانی نیز وجود دارد؛ منتهی اخیراً به دلیل اینکه در زمستانها هیچ‌گونه سرمایی نداریم، به مرحله گلدهی نمی‌رسند.
زرآباد دارای یکی از دشت‌های حاصلخیز کرانهٔ مکران می‌باشد
سواحل دریای عمان همواره در طول سال دارای دمایی یکسان است (بر خلاف خلیج فارس) و تقریباً مابین ۲۸ تا ۳۲ درجه سانتی گراد است؛ یعنی در طول سال، نه زمستانی دارد و نه تابستان. این نوع دما را نهایتاً تا حدود میناب داریم؛ خلیج فارس یک دریای بسته و گرم است اما دریای عمان خیر.
یاداور می‌شود که در خود شهرستان زرآباد هم تنوع دما را داریم؛ ثبات دما را بیشتر در دشتها و مناطق نزدیک به اب داریم. اما در نواحی سنگلاخی و نزدیک به کوه، روزهایی گرم و شب‌هایی خنک را داریم (یعنی چنانچه شنیدید که دمای زرآباد اکنون فلان درجه است، باید بپرسید که کجای زرآباد). جالب اینجاست که در مناطق نزدیک به کوه، درختانی همچون موز، رشدی کند دارند اما نظر به همین گرما، درختان خرما به میوه ای مرغوبتر می‌رسند. اما در مناطق دشت مانند، برعکس است. در کل نظر ب ثبات دما و عدم وجود گرما، میوهٔ خرما در سواحل دریای عمان، کیفیت چندانی ندارد. (توجه شود که فقط سواحل دریای عمان دارای دمایی تقریباً استوایی و یکنواخت در طول سال است و حتی باقی بلوچستان نیز چنین نیست).
نظر به ثبات دما در طول سال، محیطی تقریباً استوایی را داریم که محیطی مناسب برای بسیاری از پرندگان است: قرقاول پاکستانی، طوطی، کفنجیر (نوعی کبک)، جغد سفید، لک لک. البته در این اواخر، متأسفانه جمعیت بسیاری از پرندگان (حتی کبوترها) به‌علت شکار تفریحی و فقط از سر لذت، در حال کاهش است. گراز، جوجه تیغی، روباه و شغال نیز از حیوانات زرآباد است که کم و بیش دیده می‌شود. در این اواخر نیز خر (الاغ)های وحشی نیز بسیار دیده شده‌اند که گفته می‌شود منشأ ان، تخلیه از سوی لنج‌ها از عمان بوده است.
چرای بسیاری از شترها، گاوها و بزها به‌صورت رها و آزاد است و مخصوصاً بخاطر شترها، توصیه می‌شود که شب‌ها رانندگی صورت نگیرد. به‌صورتی خاص، برخی بزها را با نژاد آهویی کوتوله نیز داریم. و همین‌طور نژاد بز سومال که قدی بلند و مویی بسیار کوتاه دارد و تقریباً از هر علفی تغذیه می‌کند. این رقم سه قلو زا است. اما نژادهای ترکیبی آن، چنین نیست.
میانگین دما در آذر، دی و بهمن، اندکی کاهش می‌یابد اما به سرما نمی‌رسد. در اسفند ماه دما رو به افزایش می‌رود اما در فصل بهار زیر ۴۰ درجه است که همان هم در اواخر خردادماه با آمدن بادهای خنک از سمت دریا، کاهش جدی می‌یابد؛ یعنی دمای تابستانها، از بسیاری مناطق کشور، خنک تر است. و معمولاً حداکثر به دمای استاندارد ۳۳ درجه می‌رسد. گرچه شرجی بالاست. در نظر داشته باشید که مناطق نزدیک خلیج فارس، چه با شرجی و چه بدون شرجی، دمایی نزدیک به ۵۰ درجه را دارند.
در تابستان‌ها که صید ماهی وجود ندارد، استثنا نوعی ماهی به شمال اقیانوس هند می‌آید تا تخم ریزی نماید که بومیان بدان میش‌ماهی می‌گویند. در بدن این ماهی، نوعی ماده طبیعی به‌عنوان بخیه طبیعی وجود دارد و صید آن بسیار سودآور است. گفتنی است که در فصول معمولی صید، ارقام معمولی خوراکی بسیار ارزان قیمت و بسیار به وفور یافت می‌شوند.

## رودخانه‌های مهم
رودخانه‌های زرآباد که سهم بسزایی در تأمین آب کشاورزی دشت زرآباد دارند بدین شرح می‌باشند:
- رودخانه رابچ کاریانی[۶]
- رودخانه بَندینی[۷]
- رودخانه کاروان[۸]
- رودخانه گیتو (که به رودخانه رابچ ملحق می‌شود). لازم است ذکر شود که این رودها از حدود ۲۰۰ کیلومتر دورتر در کوه‌های سنگلاخی می‌آیند. گرچه عمدهٔ اب اینها به دریا می‌رود اما نظر به خاک نرم زرآباد، بسیاری از ان به تقویت سفره‌های زیرزمینی می‌انجامد که حتی با مصرف غرقابی باغات، کاهشی در ان دیده نمی‌شود.

## جاذبه‌های گردشگری
از جاذبه‌های گردشگری این شهرستان می‌توان به موارد زیر اشاره نمود:
- ساحل صدفی خور هرگی[۹]
- باغات موز زرآباد[۱۰]
- ساحل و اسکله جد[۱۱]
- روستا و ساحل درک[۱۲]
- کوه‌های مریخی توجک
- چشمه همیشه جاری چکه[۱۳]
- درختان بومی توج (نوعی مسواک چوبی بومی جنوب بلوچستان) در مناطقی همچون دودر قدیم و بَندگاه. این درختچه، رونده و مثمر (با میوه ای خوراکی مانند انگور) است. ضمناً دشتهایی همچون سُول و لاش (اسلام‌آباد قدیم) نیز سرشار از درختان کهن کهور بومی و کَلیر (درختی بدون برگ و با گلهای زیبای سرخ) می‌باشد. دشت طبیعی کَلیری‌مَچ نیز در انتهای جنوبی باغات موز قرار دارد. البته دشت کلیر دیگری در پشت تنبلان در کوه‌ها نیز وجود دارد (کلیری). ضمناً استثنا سواحل غربی زرآباد دارای تنوع بیشتری در قیاس با سواحل شرقی (درک) می‌باشد؛ کلا در سواحل دریای عمان، هرچه به سمت شرق و مرز پاکستان برویم، تنوع گونه‌های گیاهان خاص ساحلی بالا می‌رود.
- باغات میوه و گردشگری نظیر باغ ملا عبدالمالک در شهردر که مملو از درختان عظیم آکاسیا (اقاقیای آفریقایی) می‌باشد. و همین‌طور باغ محمدجان (زرآباددشت در گرکان) که دارای درختان منحصر به فرد چیکو پیوندی و تمر هندی (چیچک) است.
- پل بزرگ رابچ که با ارتفاعی زیاد، درست در میانهٔ باغات موز و مسلط بدانها است که جلوه ای بسیار زیبا دارد. این باغات به‌صورت متفرقه دارای درختان پاپایا و استخر نیز می‌باشند. سنجاب بومی بلوچستان نیز در میان درختان دیده می‌شود.

## صنایع دستی
حصیربافی و سوزن دوزی از صنایع دستی شاخص این شهر می‌باشد، کار بیشتر زنان این شهر سوزن دوزی (جهت البسه شخصی) است.
مصنوعاتی که تقریباً در حال محو هستند (شاید بخاطر اشتغال بیشتر مردم به کشت به‌ویژه موز است): سوزن دوزی که شامل روبالشی، پرده، دوخت و طرح روی صندلی، رومیزی، پشتی، جانماز می‌باشد. و نیز سفره بافی، لحاف بافی، مهره دوزی، کریشی دوچ، توربافی، صدف کاری، روپگ (جارو)، پروند (وسیله ای برای بالا رفتن از نخل)، سواس (نوعی کفش) خورجین.
آهنگری؛ گرچه ظاهراً این عمل سنتی محسوب نمی‌شود اما به دست برخی از ایشان، ابزار آلاتی ساخته می‌شود که فقط مختص آن منطقه و فقط جهت کشاورزی به‌ویژه برای کاشت موز می‌باشد. نظیر کودال و رمبیل و مَیتون موزی (نوعی دیلم). ابزارهای دیگری مانند داس، تبر و… نیز ساخته می‌شود.

## تقسیمات کشوری
شهرستان زرآباد دارای ۲ بخش، ۴ دهستان و ۱ شهر به شرح زیر است:

### شهرستان زرآباد
| بخش    | مرکز بخش | جمعیت بخش ۱۳۹۵ | نام دهستان  | مرکز دهستان   | جمعیت دهستان ۱۳۹۵ | شهر              | جمعیت شهر ۱۳۹۵   |
| ------ | -------- | -------------- | ----------- | ------------- | ----------------- | ---------------- | ---------------- |
| مرکزی  | زرآباد   | ۱۱٬۳۶۱ نفر     | زرآباد شرقی | زرآباد        | ۳٬۸۶۳ نفر         | زرآباد           | ۴٬۰۰۳ نفر        |
| مرکزی  | زرآباد   | ۱۱٬۳۶۱ نفر     | اسماعیل‌چات  | اسماعیل‌چات    | ۳٬۴۹۵ نفر         | زرآباد           | ۴٬۰۰۳ نفر        |
| کاروان | سورو     | ۸٬۹۸۳ نفر      | زرآباد غربی | اسلام‌آباد لاش | ۴٬۵۰۳ نفر         | **************** | **************** |
| کاروان | سورو     | ۸٬۹۸۳ نفر      | تنبلان      | تنبلان        | ۴٬۴۸۰ نفر         | **************** | **************** |

## جمعیت
بر پایه سرشماری عمومی نفوس و مسکن در سال ۱۳۹۵، جمعیت شهرستان زرآباد برابر با ۲۰٬۳۴۴ نفر بوده است.